# Forstrådmossa
Forstrådmossa (Eremonotus myriocarpus) är en bladmossart som först beskrevs av Benjamin Carrington, och fick sitt nu gällande namn av Pearson. Enligt Catalogue of Life ingår Forstrådmossa i släktet Eremonotus och familjen Jungermanniaceae, men enligt Dyntaxa är tillhörigheten istället släktet Eremonotus och familjen Gymnomitriaceae. Enligt den finländska rödlistan är arten starkt hotad i Finland. Arten är reproducerande i Sverige. Artens livsmiljö är våtmarker i fjällen (myrar, stränder, snölegor). Inga underarter finns listade i Catalogue of Life.